# Estación de Madrid-Chamartín-Clara Campoamor
Madrid-Chamartín-Clara Campoamor es un complejo ferroviario de la ciudad de Madrid, situado en el distrito de Chamartín, en la zona norte de la capital española. Además de constituir un importante nudo ferroviario, Madrid-Chamartín funciona también como gran intercambiador de transportes, al prestar servicios de tren, metro y autobús.
La estación tiene sus orígenes en los planes esbozados durante la Segunda República para reorganizar la red arterial ferroviaria de Madrid, si bien su construcción no se completaría hasta transcurridas varias décadas. Inaugurada el 18 de julio de 1967, no tardó en absorber el tráfico ferroviario de otras estaciones, quedándose pequeñas sus instalaciones iniciales. Por ello, entre 1972 y 1975 se procedió a construir unas nuevas y más espaciosas instalaciones, que son las que han llegado hasta nuestros días.
En la actualidad centraliza todas las comunicaciones ferroviarias desde la capital hacia el cuadrante noroeste de la península ibérica, desde Salamanca hasta Irún, a través de las varias líneas principales que parten de ella: la 100 Madrid-Hendaya, la 200 Madrid-Barcelona, la 300 Madrid-Valencia, el ferrocarril directo 102 Madrid-Burgos y las líneas línea de alta velocidad 080 Madrid- Norte y línea de alta velocidad 040 Madrid- Levante. También tiene algunos servicios por vía de ancho ibérico hacia el noreste (Media Distancia) empleando la circunvalación ferroviaria de Madrid y hacia el sur (Media Distancia e Intercity) gracias a los túneles que la unen con la estación de Atocha. 

## Denominación
Históricamente ha recibido el nombre de Madrid-Chamartín por ubicarse en el distrito de Chamartín. Desde el 23 de diciembre de 2020 la estación se denomina Madrid-Chamartín-Clara Campoamor, en honor a esta política, abogada y escritora española que promovió el voto femenino.

## Situación ferroviaria
La estación forma parte de los trazados de las siguientes líneas férreas:
- Línea férrea de ancho estándar 080 Madrid-Norte, punto kilométrico 0,0.[4]
- Línea férrea de ancho estándar 040 Madrid-Levante, punto kilométrico 0,0.[4]
- Línea férrea de ancho ibérico 100 Madrid-Hendaya, punto kilométrico 0,0.[4]
- Línea férrea de ancho ibérico 102 Madrid-Burgos, punto kilométrico 0,0.[4]
- Línea férrea de ancho ibérico 200 Madrid-Barcelona, punto kilométrico 0,0.[4]
- Línea férrea de ancho ibérico 300 Madrid-Valencia (Por túnel de Sol), punto kilométrico 8,3.[4]
- Línea férrea de ancho ibérico 900 Atocha-Chamartín (Por túnel de Recoletos), punto kilométrico 7,8.[4]

## Historia

### Orígenes y construcción
Los orígenes de la estación de Chamartín –aunque en un emplazamiento algo más al sur que el actual– se encuentran en la idea de crear un nudo o estación en el norte de Madrid en tiempos de la dictadura de Miguel Primo de Rivera, caracterizada por la gran cantidad de obra pública que se planificó y ejecutó. Posteriormente, acabada la dictadura en 1930, el nuevo ministro de Obras Públicas Indalecio Prieto durante la II República desarrolla un plan para conectar la estación de Atocha (y el resto de la red ferroviaria) con el nuevo enlace ferroviario directo previsto entre Madrid y Burgos, que acortaba el viaje con respecto a la línea general del Norte. Aunque las primeras explanaciones comenzaron ya en 1933, la falta de dinero y en 1936 la posterior Guerra Civil detuvo todos los proyectos ferroviarios vinculados a Chamartín y a la nueva línea directa a Burgos. La estación se construyó durante el desarrollo de los años 60 sobre el antiguo cementerio del pueblo de Chamartín de la Rosa.
No fue hasta el 18 de julio de 1967 cuando, estando al cargo del ministerio de obras públicas por aquel entonces, Federico Silva Muñoz, cuándo la estación se abre al tráfico parcialmente. Su inauguración coincide también con la conclusión de los proyectos ferroviarios paralizados desde la II República pero posteriormente ejecutados por el régimen franquista: línea directa Madrid-Burgos, túnel ferroviario entre Atocha y Chamartín, que incluía los apeaderos subterráneos de Recoletos y Nuevos Ministerios, y los nuevos enlaces ferroviarios que enlazaban el nuevo complejo con la línea Madrid-Zaragoza en Coslada y con la línea Madrid-Irún en Las Matas. Todo este entramado de líneas ya planeado desde la II República pero desarrollado y construido durante el franquismo, constituye aún actualmente la circunvalación ferroviaria por el norte de Madrid, los llamados «enlaces ferroviarios».

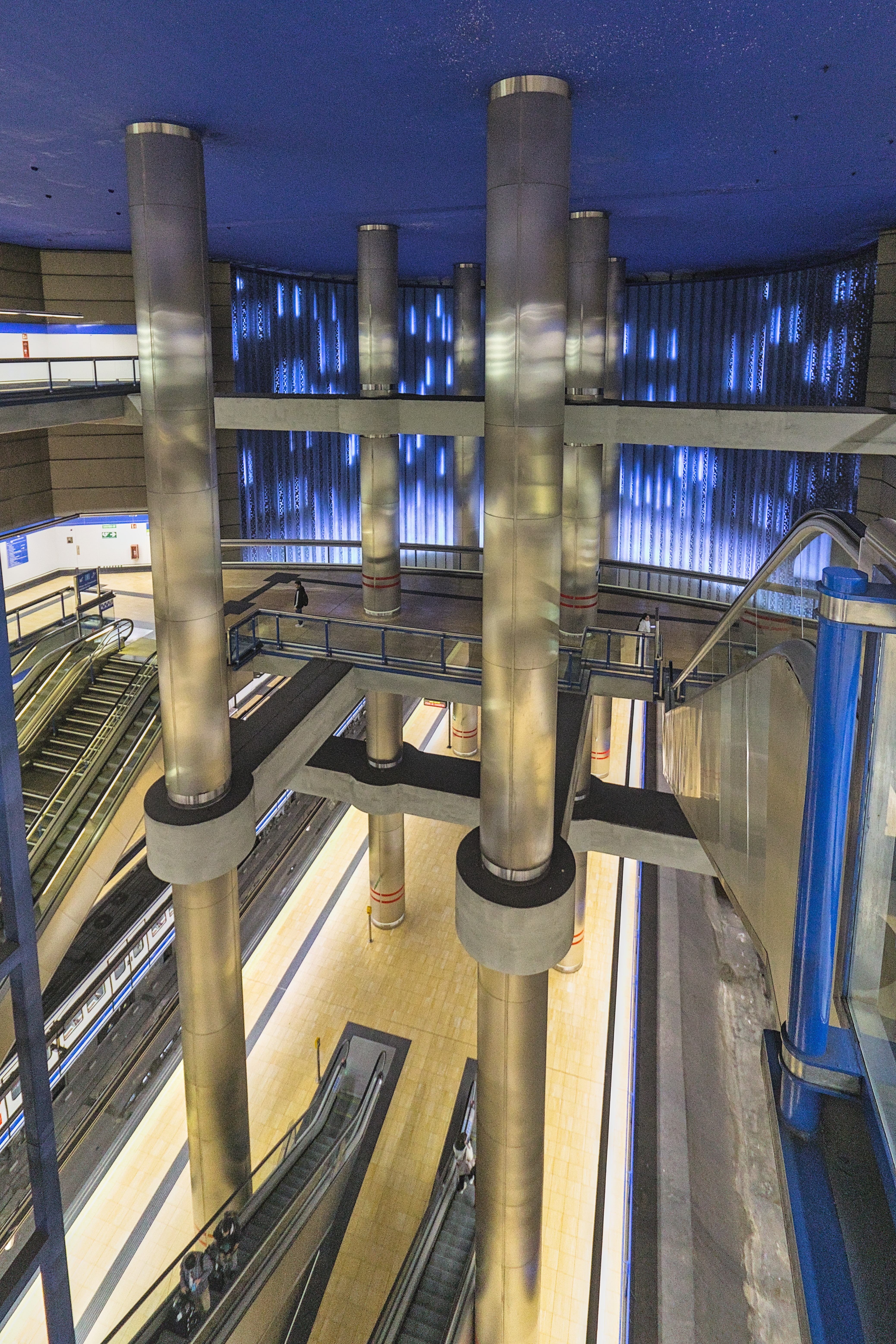
Interior de la estación de metro

Progresivamente la nueva estación absorbería los tráficos de la estación del Norte (actual Príncipe Pío) hasta provocar la desaparición de los servicios de largo recorrido en esta última. El rápido aumento del número de viajeros pronto dejó pequeña la estación provisional denominada Chamartín apeadero, que consistía en un pequeño edificio paralelo a la vía 1, lo que obligó a plantear la construcción de un nuevo y definitivo edificio. Entre 1970 y 1975 se construiría la actual estación siguiendo el proyecto de los arquitectos José Antonio Corrales, Ramón Vázquez Molezún y Rafael Olaquiaga Soriano, que incluía además las amplias zonas comerciales y de ocio de las que dispone actualmente. 
El 29 de julio de 1979 estalló en la estación de Chamartín una bomba colocada por el grupo terrorista ETA político-militar, causando la muerte a una persona, numerosos heridos y cuantiosos daños materiales. La bomba estaba colocada en la zona de consignas de la estación. Además de Chamartín, al mismo tiempo explotaron otras dos bombas en la Estación de Atocha y en el Aeropuerto de Barajas, respectivamente.
Sin embargo, el gran tamaño con el que se diseña el complejo no coincidió con la situación del ferrocarril en España durante la década siguiente. Los años ochenta supusieron en la red férrea española el inicio de un proceso de saneamiento de la red que se tradujo en el cierre de multitud de líneas y en la supresión de servicios. Por ello, Chamartín se convirtió en la mayor estación ferroviaria de Madrid, y aún tuvo una época de esplendor. El cierre de Atocha en 1986 para adecuarla a la llegada de la línea de alta velocidad Madrid-Sevilla convirtió a Chamartín en la única estación de Madrid, absorbiendo todo el tráfico ferroviario de la ciudad salvo los trenes de Galicia que habían vuelto a la estación del Norte. Tras la inauguración del nuevo complejo ferroviario de Puerta de Atocha en el año 1992, Chamartín quedó relegada a un segundo plano, sin estar incluida en los planes de la red de alta velocidad y con servicios de largo recorrido que progresivamente eran traspasados a Atocha con la inauguración de nuevas líneas. No obstante, la estación se enfrenta desde 2004 a un proceso de transformación que la devolverá a la primera plana del panorama ferroviario español.
La primera actuación en este sentido fue la apertura de la nueva línea de alta velocidad entre Madrid y Valladolid el 23 de diciembre de 2007. Con esta obra se adaptaron los andenes a los nuevos servicios y características de la infraestructura en ancho internacional y se renovó la señalética de la estación que sigue la imagen corporativa de Adif, desapareciendo los carteles corporativos de la antigua RENFE.
Durante el verano de 2007 se llevó a cabo una reorganización de las vías en el sur para desviar una parte de ellas hacia el nuevo túnel que conecta Chamartín con la estación de Atocha pasando por la Puerta del Sol. Este segundo túnel se inauguró el 9 de julio de 2008 abriendo al público al día siguiente.
El 29 de septiembre de 2020 se iniciaron los trámites para cambiar el nombre de la estación por el de Madrid-Chamartín-Clara Campoamor. El 23 de diciembre fue efectivo su cambio de nombre publicado en el BOE.

### Futuro
Entre las actuaciones que se están llevando a cabo se encuentran:
- La conexión en ancho estándar entre Chamartín y Hortaleza para que puedan circular los trenes AVE hasta el aeropuerto, ya que desde 2011 existe doble vía de ancho mixto con catenaria polivalente entre Hortaleza y la Terminal 4.[9]
- La construcción de nuevas vías de Alta velocidad enumeradas de 22 a 25, que se añadirán a las ya existentes, con posterior ampliación a 6 vías más dando lugar a un total de 31 vías.
- Reforma del vestíbulo de la estación para la acogida de nuevos servicios de alta velocidad, que consiste en la remodelación y ampliación de la playa de vías, andenes, edificio de viajeros y accesos.[10] Entre las nuevas obras a realizar está la ampliación del vestíbulo hacia el Este para conectar directamente los nuevos andenes y vías de alta velocidad con el cercanías y el Metro, así como un nuevo vestíbulo de llegadas y nuevos viales de acceso.[11] Por otra parte se están realizando obras de mejora que consisten en la construcción de un nuevo acceso en la fachada principal, la ejecución de nuevos lucernarios en el vestíbulo y un nuevo acceso central en la fachada sur de la estación. A finales de 2015 concluyó la nueva fachada comercial en la estación y la reforma del paso subterráneo de acceso a las vías de cercanías de la estación.[12]

Por otra parte, está en proyecto pero sin ningún anuncio oficial de licitación de obras:
- La reforma de todo el complejo y su entorno de forma íntegra sujeta al desarrollo de la Operación Chamartín.[cita requerida]
- La construcción de una nueva terminal de autobuses que absorba parte de las líneas ubicadas en Avenida de América.[cita requerida]

Además, en la estación de metro se ha dejado hueco para que la futura línea 11 de metro pueda pasar por la estación, convirtiéndola así en el intercambiador de transporte más grande de Madrid.

## Distribución de vías

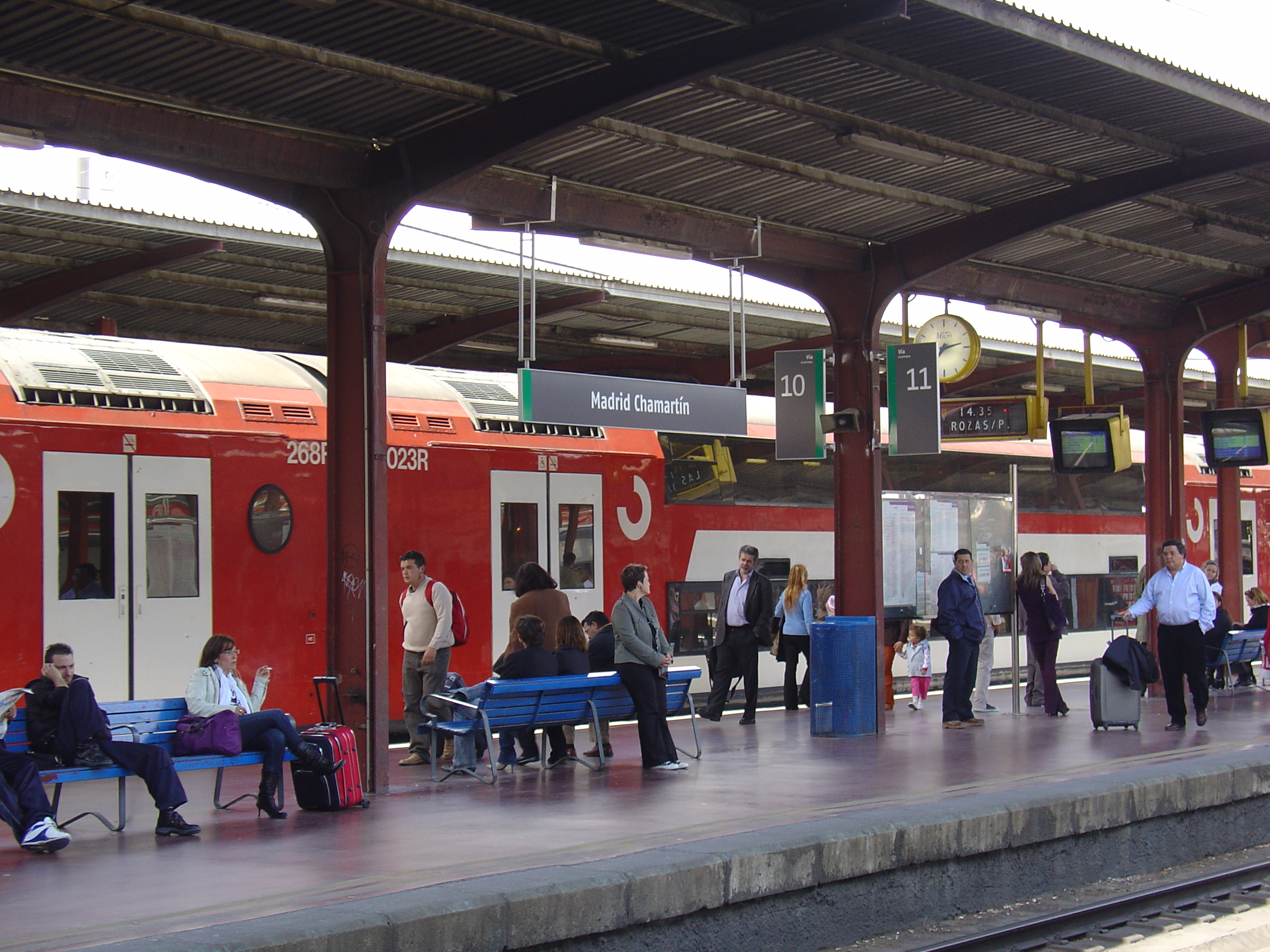
Vías 10 y 11

La estación de Chamartín, desde su inauguración, ha dispuesto siempre de veintiuna vías pasantes cuya numeración va de oeste a este. Inicialmente, todas ellas eran de ancho ibérico y conectaban con el túnel de Recoletos inaugurado en 1967.
En los años 2007-2008 se realizó una doble adaptación importante: se adaptaron las vías 14 a la 21 para acoger servicios de alta velocidad, y las vías 1 a 5 se comunicaron con el túnel de Sol. En 2022 se conecta la línea de alta velocidad de Levante a través del túnel AVE Atocha-Chamartín con dos vías nuevas entre Atocha y Torrejón de Velasco donde también conectan con la línea de alta velocidad Madrid-Sevilla. En 2022 comenzó la construcción de 4 nuevas vías al este de la estación para trenes de Alta Velocidad enumeradas de la 22 a la 25, puestas en Servicio en noviembre de 2024. Tras estos cambios, actualmente la distribución de vías se ajusta al siguiente esquema de forma general, con las vías 1 a la 13 de Ancho ibérico y de la 14 a la 25 de Ancho internacional:
| 1     | Renfe Media y Larga Distancia Convencional                                               |
| 2-3   | Sol - Atocha - Parla Sol - Atocha - Aranjuez                                             |
| 4-5   | Alcobendas-San Sebastián de los Reyes / Colmenar Viejo                                   |
| 6-7   | Renfe Media y Larga Distancia Convencional                                               |
| 8-9   | Atocha - Guadalajara Atocha - Alcalá de Henares Atocha - Príncipe Pío - Villalba         |
| 9B    | Fuente de la Mora - Guadalajara (CIVIS) Renfe Media Distancia                            |
| 10    | Las Rozas - Príncipe Pío Cercedilla / El Escorial / Santa María de la Alameda-Peguerinos |
| 10B   | Fuente de la Mora - Guadalajara (CIVIS) Renfe Media Distancia                            |
| 11    | Aeropuerto T4                                                                            |
| 12-13 | Renfe Media y Larga Distancia Convencional.                                              |
| 14-25 | Alta velocidad Madrid-Norte y Madrid-Levante.                                            |
| 26-31 | Alta velocidad Madrid-Norte y Madrid-Levante. (Planificadas hacia 2030)                  |

A fecha de julio de 2025 se están realizando las siguientes actuaciones:
- Construcción de 3 nuevas escaleras mecánicas para Cercanías (Vías 8-13) y 3 nuevas rampas mecánicas cubiertas para los andenes de Alta velocidad (vías 14-19).
- Construcción de un vestíbulo inferior para llegadas bajo las vías 14 a 25 de Alta velocidad, permitiendo conectar con Cercanías, Media Distancia y el Metro de Madrid.

## Servicios ferroviarios

### Cercanías
| procedencia/destino                             | < estación        | Línea    | estación >         | destino/procedencia |
| ----------------------------------------------- | ----------------- | -------- | ------------------ | ------------------- |
| Aeropuerto T4                                   | Fuente de la Mora |          | Terminal           | Terminal            |
| Terminal                                        | Terminal          |          | Nuevos Ministerios | Guadalajara         |
| Terminal                                        | Terminal          | Aranjuez | Nuevos Ministerios |                     |
| Alcobendas - S.S. de los Reyes                  | Fuencarral        |          | Nuevos Ministerios | Parla               |
| Colmenar Viejo                                  | Fuencarral        |          | Nuevos Ministerios | Parla               |
| Príncipe Pío                                    | Ramón y Cajal     |          | Nuevos Ministerios | Alcalá de Henares   |
| Cercedilla                                      | Ramón y Cajal     |          | Nuevos Ministerios | Guadalajara         |
| Santa María de la Alameda-PeguerinosEl Escorial | Ramón y Cajal     |          | Nuevos Ministerios | Guadalajara         |
| Terminal                                        | Terminal          |          | Nuevos Ministerios | Villalba            |
| Guadalajara                                     | Fuente de la Mora |          | Terminal           | Terminal            |

### Media Distancia

Líneas que salían de Madrid-Chamartín en 2012

- R-1 (Regional): Madrid-Atocha - Santa María de la Alameda-Peguerinos[14] - Ávila[15]
- R-2, (Regional): Madrid-Atocha - Segovia[16]
- Avant: Madrid-Chamartín-Clara Campoamor- Segovia-Guiomar -- Valladolid-Campo Grande
- R-3 (Regional): Madrid-Chamartín-Clara Campoamor - Soria
- R-4 (Regional Exprés): Madrid-Chamartín-Clara Campoamor - Zaragoza - Tarragona - Barcelona
- R-4 (Regional): Madrid-Chamartín-Clara Campoamor - Zaragoza - Lérida
- R-7 (Media Distancia): Madrid-Chamartín-Clara Campoamor - Alcázar de San Juan - Albacete. Los viernes también circula un Regional Exprés a Albacete mientras que lo hace de vuelta los domingos.
- R-8 (Media Distancia): Madrid-Chamartín-Clara Campoamor - Ciudad Real / Jaén

Debido a las obras que se están acometiendo en la estación y su correspondiente falta de vías, las siguientes líneas han sido temporalmente trasladadas a Príncipe Pío desde el 2 de junio de 2019 hasta la finalización de las obras en 2025.
- R-20 (Media Distancia): Madrid-Chamartín-Clara Campoamor - Salamanca
- R-22 (Regional): Madrid-Chamartín-Clara Campoamor - Valladolid-Campo Grande
- R-22+R-23 (Media Distancia): Madrid-Chamartín-Clara Campoamor - León
- R-22+R-27 (Media Distancia): Madrid-Chamartín-Clara Campoamor - Vitoria - Irún. Los viernes circula un Regional Expres en dirección a Vitoria que regresa los domingos.

### Larga Distancia y Alta Velocidad
Desde el 23 de diciembre de 2007, con la puesta en servicio de la Línea de Alta Velocidad entre Madrid y Valladolid, la relación de servicios cambia, pasando casi todos los que antes usaban la línea Imperial abarcando todo el nornoroeste desde Salamanca hasta Irún, a la nueva línea Alta Velocidad. Posteriormente siguieron las siguientes ampliaciones en 2015 hacia Palencia, León y Zamora, así como un nuevo servicio Alvia con Salamanca mediante un cambiador en Medina del Campo, en 2021 con Orense y de ahí hacia La Coruña, Santiago de Compostela y Vigo. En 2022 se inauguraron las LAV Plasencia-Badajoz y Venta de Baños-Burgos reduciendo los tiempos de viaje con extremadura, Burgos y el País Vasco. En 2023 se abrió la variante de pajares reduciendo los tiempos con Asturias. Todos los servicios hacia el Norte se realizan mediante Alvia bien S130/730 o S120.050/121 y los nuevos trenes Serie 106 hacia Gijón, A Coruña y Vigo-Urzaiz en servicio AVE y AVLO aparte de dos frecuencias AVE por sentido en día laborable hacia Orense, León y Burgos. Hacia Levante casi todos los servicios hacia Valencia, Alicante y Murcia se realizan con trenes AVE S112 o 102. Las operadoras Ouigo e Iryo desde 2022 realizan sus servicios a Levante desde Chamartín. También se dispone de dos servicios diarios Alvia Madrid-Badajoz a través de la LAV de Extremadura. 
Por otro lado, se ofrecen servicios Intercity con material TALGO serie 6 y locomotora 334 hacia Almería con una frecuencia diaria en ambos sentidos. 

## Estación de Metro de Madrid

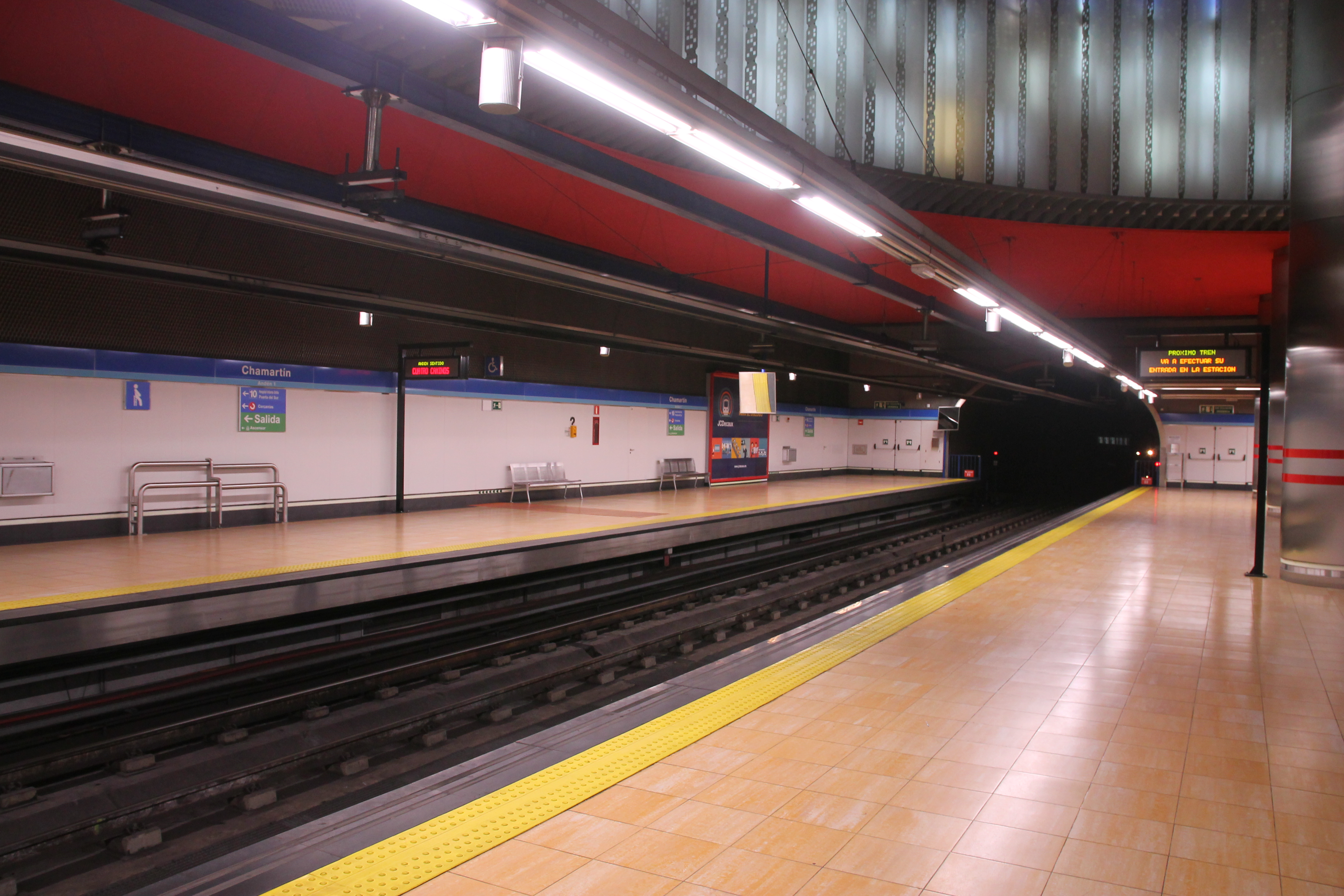
Andén de la línea 1

Chamartín es una estación de las líneas 1 y 10 del Metro de Madrid situada bajo la estación de ferrocarril de Chamartín, en el distrito de Chamartín. Desde 2007 cuenta con un amplio vestíbulo con 4 niveles, en donde destaca la gigantesca instalación artística Cataratas de Iguazú.
Los andenes de la línea 10 se inauguraron el 10 de junio de 1982 como parte de la antigua línea 8, lo cual duró hasta el 8 de enero de 1998, y fue sometida a una profunda reforma entre 2004 y 2006 que culminó con la apertura de los andenes de la línea 1 el viernes 30 de marzo de 2007.
El vestíbulo permite acceder bien a un pasillo subterráneo bajo las vías de tren que da acceso a cada una de ellas tras pasar torniquetes o bien al vestíbulo de la estación de ferrocarril y la zona de ocio.
Los andenes de las líneas 1 y 10 son perpendiculares, y al lado de los andenes de cada una de estas líneas están hechos dos andenes más sin servicio, que fueron construidos para permitir el paso de más líneas.
En octubre de 2018 se instaló en uno de los andenes sin servicio una exposición permanente conmemorativa del Centenario de la creación del Metro de Madrid en el que se muestran los primeros coches que circularon por la red.
Del 10 al 18 de agosto de 2024, el tramo Fuencarral-Chamartín cerró por las obras de accesibilidad en la estación de Begoña.

### Accesos
Vestíbulo Chamartín
- Chamartín C/ Padre Francisco Palau y Quer, s/n.
- Ascensor C/ Padre Francisco Palau y Quer, s/n
- Cercanías Corredor de acceso a vías de Cercanías

Vestíbulo Renfe Abierto de 6:00 a 0:30
- Agustín de Foxá C/ Agustín de Foxá, 42
- Pío XII C/ Hiedra, 7

### Líneas y conexiones
| << cabecera                                          | < estación | línea | estación >        | cabecera >>    |
| ---------------------------------------------------- | ---------- | ----- | ----------------- | -------------- |
| Pinar de Chamartín                                   | Bambú      |       | Plaza de Castilla | Valdecarros    |
| Hospital Infanta Sofía Cambio de tren en Tres Olivos | Begoña     |       | Plaza de Castilla | Puerta del Sur |

### Autobuses
| Diurnos |               |                |
| Línea   | Destino       | Parada         |
| 5       | Sol / Sevilla | 1917 CHAMARTÍN |

| Diurnos |                                                      |                             |                           |
| Línea   | Destino                                              | Parada                      | Operador                  |
| 154     | San Sebastián de los Reyes Circular (por Fuencarral) | 50032 CHAMARTÍN (C/ Hiedra) | Interbus                  |
| 171     | Madrid (Plaza de Castilla)                           | 50030 CHAMARTÍN (C/ Hiedra) | ALSA                      |
| 815     | Pozuelo de Alarcón                                   | 50032 CHAMARTÍN (C/ Hiedra) | Avanza Movilidad Integral |